# Biserica de lemn din Dobric

Vechea biserică de lemn greco-catolică din Dobric

Vechea biserică de lemn greco-catolică din Dobric, comuna Căianu Mic, județul Bistrița-Năsăud data din anul 1680 . Lăcașul purta hramul „Sfinții Arhangheli Mihail și Gavriil” (8 noiembrie), hram ce a fost preluat de noua biserică de zid, construită în anul 1902. 

## Istoric
Conform monografiei scrisă de Kádár József la începutul secolului XX, biserica era folosită de comunitatea greco-catolică românească și era edificată în anul 1680. Biserica a fost sfințită în anul 1866 fiind închită Sfinților Arhangheli Mihail și Gavriil. Clopotul bisericii data din anul 1738.

## Trăsături
Biserica a fost vizitată de protopopul zonei Vasile Szilasi, în 11 martie 1846, și descrisă astfel: „Beserica ad SS Archangelos, cu turnu' cu totu' de lemn, în turnu' două clopote. Intrarea în biserică pe sub turnu' are ușie de scanduri neblanită cu închisoare de lemn. În biserica femeilor podu nepoditu', peretele între biserica bărbaților nedesfundatu', lipitu' cu icoane de hârtie. O mesuție cu facie de canepe alba, pe mauție ieste de glagie mici. Intrarea în Biserica Bărbaților pe uși care e de scanduri ne blănită, închisoarea la usie de lemn. Strana crestinească din penare de lotbe. Masuție pentru parastase de lotbe pe 4 pociumbi învelită cu o foaie de canabe cu roșu invrestată, di pe masă redicate o cruce de lemn de care stă rezimată Icoana Maicei Preaciste de glagie mare și doao mai mici totu de glagie, un caun de sediut de lotbe. Fruntariu [are] icoane capitale in fruntariu de glagie, una de lemn D virginis, totu in fruntariu 10 icoane mai mici de glagie. La mijlocu o cruce lată tăiată dintro scandure zugrevită, fruntariu nezugrevitu. Intrarea in altariu pe 2 uși, care ambe se deschidu in doao laturi și sunt zugrevite. In altariu prestolul de un trunchiu facutu, invelitu cu o facie albă de cănebe, și o neframe de metasie galbină, deasupra un pixis de lemnu pentru ținerea Sinteloru, un clopoțielu de ..., doao fesnicucie de lemnu festite, și o cruce mare de lemnu redicată, pentru proscomedie ... o scandure lată, lungă către peretele altarului, cu o facie albă de penze, asemene dupa cea cureită, parieti altarului zugreviti. Intrun perete un prapor de penze feștitu' acătiat, care singur elu la biserica...”